# Zacharia (boek)
Het Bijbelboek Zacharia is een Bijbelboek uit de Hebreeuwse Bijbel en wordt traditioneel toegeschreven aan de profeet Zacharia. Het is het elfde boek van de kleine profeten.

## Auteurschap
In de inleiding van het boek Zacharia (1:1) wordt de inhoud ervan toegeschreven aan de profeet en priester Zacharia. Hij wordt "de zoon van Berechja, de zoon van Iddo" genoemd, maar in Ezra 5:1 en 6:14 wordt hij de "zoon van Iddo" genoemd. Dit kan er op wijzen dat Berechja vroeg gestorven is. Het is ook mogelijk dat "zoon van Berechja" een eretitel was en geen beschrijving van een familierelatie.
Het boek Zacharia bevat twee delen: hoofdstuk 1 t/m 8 en hoofdstuk 9 t/m 14. Er is weinig reden om aan te nemen dat de genoemde Zacharia niet de schrijver van het eerste deel zou zijn. Bij het tweede deel ligt dat anders: dit deel verschilt aanzienlijk van het eerste en bevat nauwelijks aanwijzingen over de herkomst en datering van de teksten. De aanwijzingen die wel aanwezig zijn, lijken erop te duiden dat dit tweede deel niet van Zacharia afkomstig is, maar van iemand anders. Het is ook mogelijk dat het tweede deel een verzameling van fragmenten van uiteenlopende herkomst en uiteenlopende perioden is. Men spreekt in dit verband over wel over Deuterozacharia ("tweede Zacharia").

## Datering
Het eerste deel van het boek (hoofdstuk 1 t/m 8) bevat een drietal tijdsaanduidingen (1:1, 1:7, 7:1) die de beschreven gebeurtenissen plaatsen in het tweede t/m vierde jaar van de regering van de Perzische koning Darius I, die regeerde van 521 tot 486 v.Chr.. De activiteiten van Zacharia die beschreven worden in het eerste deel speelden zich dan af van 520 tot 518 v.Chr., ongeveer 16 jaar na de terugkeer van de eerste groep ballingen uit Babel. Zacharia was een tijdgenoot van Haggai (Ezra 5:1) met wiens boodschap Zacharia's boodschap veel overeenkomsten heeft.
De datering van het tweede deel is lastiger. In dit deel komen geen tijdsaanduidingen voor en er wordt ook niet verwezen naar de herbouw van de Tempel. Ook het karakter van de tekst is anders. Sommigen zijn van meningen dat dit gedeelte toch ook door Zacharia geschreven is: de profeet is gedesillusioneerd omdat zijn optreden niet het gewenste resultaat heeft gehad, en een geestelijke herleving onder het volk blijft uit. Zacharia treedt terug en wordt pas vele jaren later weer actief en begint opnieuw te profeteren. Het zouden dan deze latere profetieën zijn die we terugvinden in het tweede deel van het boek.

## Inhoud

### Eerste deel: hoofdstukken 1 t/m 8
Dit deel begint met een oproep tot bekering (1:3-6) en eindigt met een oproep de herbouw van de tempel door te zetten en een aansporing tot zedelijk gedrag. Daartussen worden acht visioenen beschreven die de profeet alle acht in één nacht gezien zou hebben. De visioenen worden een keer onderbroken door een oproep aan de achtergebleven ballingen in Babylonië om ook naar het Jeruzalem te komen (2:6 - 13) en ze worden afgesloten door een aankondiging van de "Telg", of "Spruit" (6:9 - 15).
De drie delen waaruit dit eerste deel bestaat beginnen elk met een aanhef met daarin een datering (1:1, 1:7, 7:1) en een vermelding van de auteur.
1. Oproep tot bekering (1:3 - 1:6)
2. Acht visioenen of nachtgezichten (1:7 - 6:15)
  1. De ruiters (1:7 - 1:17)
  2. De horens en de smeden (1:18 - 1:21)[1]
  3. De man met het meetlint (2:1 - 2:5)[2] en een oproep aan de achtergebleven ballingen (2:6 - 2:13)
  4. Jozua[3] wordt vrijgesproken (3:1 - 3:10)
  5. De kandelaar en de olijfbomen (4:1 - 4:14)
  6. De vliegende boekrol (5:1 - 5:4)
  7. De vrouw in het vat (5:5 - 5:11)
  8. De vier strijdwagens (6:1 - 6:8) en de aankondiging van de Telg (6:9 - 6:15)
3. De vastendagen, het komende heil en de herbouw van de tempel (7:1 - 8:23)
  1. Geen vasten, maar gehoorzaamheid (7:1 - 7:14)
  2. Heilsbeloften (8:1 - 8:23)

### Tweede deel: hoofdstukken 9 t/m 14
De dateringen die in het eerste deel nadrukkelijk aanwezig zijn ontbreken in het tweede deel en de naam Zacharia wordt niet genoemd. Er komen geen visioenen in voor en de herbouw van de Tempel komt niet ter sprake. Opvallend is ook dat het twee delen bevat die met het opschrift "Profetie" beginnen (9:1 en 12:1), net zoals dat het geval is bij het volgende (en laatste) boek van de verzameling kleine profeten: Maleachi. Dit zou er op kunnen duiden dat Deuterozacharia en het boek Maleachi (dat waarschijnlijk niet van Maleachi, maar van een of meer anonieme profeten afkomstig is) samen een aantal anonieme supplementen op de kleine profeten vormen.
Er zijn wat de inhoud betreft echter ook wel overeenkomsten met het eerste deel. Beide delen verwijzen regelmatig, in overdrachtelijke zin, naar Zion. Ook is er in beide delen sprake van een zeker universalisme: niet alleen de Joden zullen uiteindelijk met God verzoend worden, maar ook de andere volken.
De teksten in het tweede deel vallen in grote lijnen uiteen in twee soorten: eschatologische profetieën over Gods overwinning van het kwaad in het einde der tijden en teksten waarin de schrijver het gedrag van Joden in zijn tijd, en met name hun leiders, hekelt.
Het tweede deel kan ingedeeld worden in twee delen, beide met het opschrift "Profetie" (andere vertaling: "Godsspraak"):
- Het eerste deel (hoofdstuk 9-11) geeft een overzicht van Gods handelen met zijn volk, en andere volkeren, tegen de tijd van de Messias.
- Het tweede (hoofdstuk 12-14) toont de heerlijkheid die Israël wacht in de 'laatste dagen', het eindconflict en de overwinning van Gods koninkrijk.